# Chicago Sky

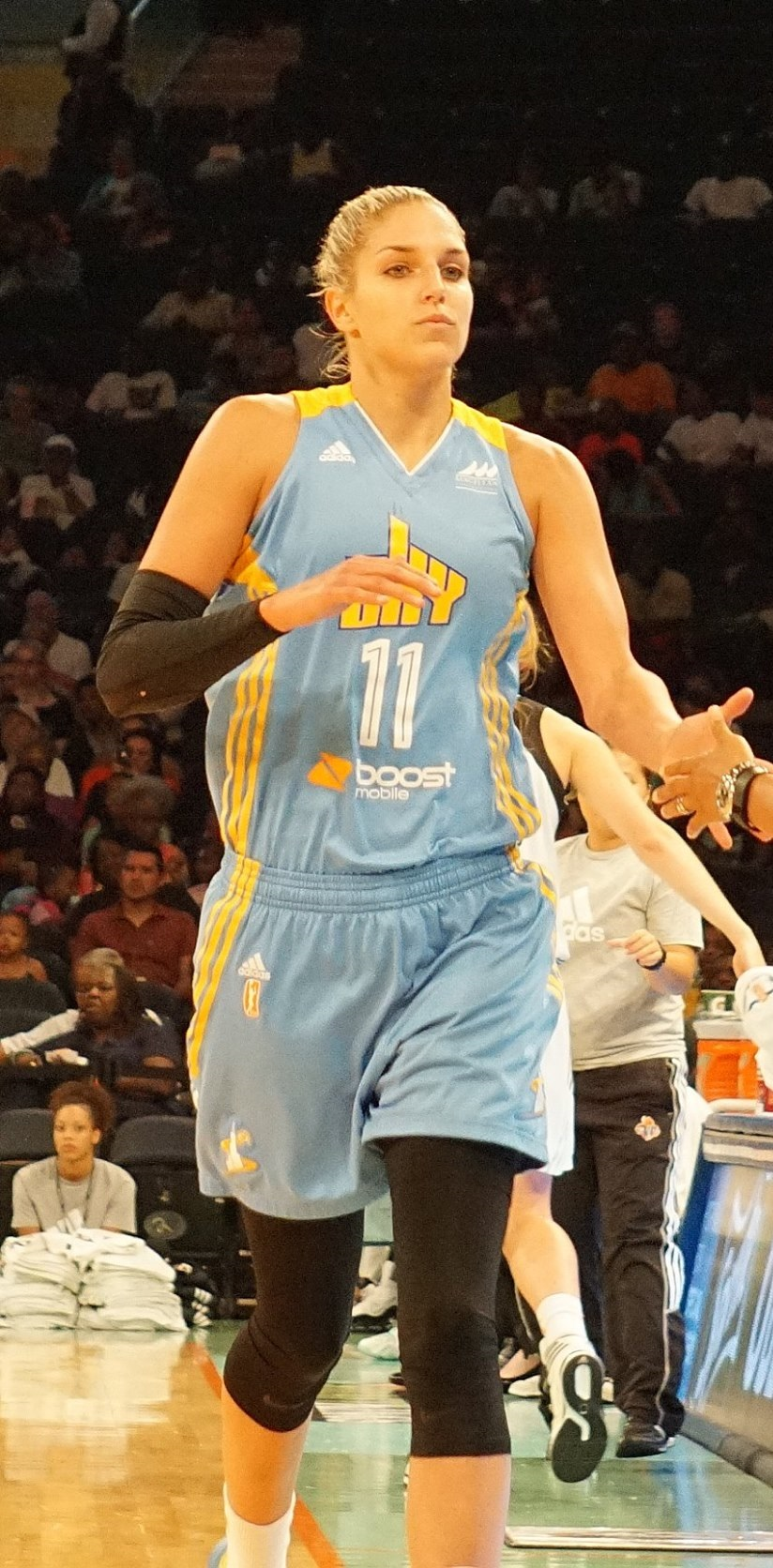
Elena Delle Donne foi uma das principais atletas do Sky de 2013 a 2017, tendo sido eleita novata do ano (2013) e melhor jogadora da liga (2015).

O Chicago Sky é um time de basquete feminino que joga na Women's National Basketball Association (WNBA), sendo o time baseado em Chicago, Illinois - embora desde 2009, o Sky jogue na vizinha Rosemont. O time se juntou a liga em 2006. O Sky foi vice-campeão da WNBA em 2014 e conquistou seu primeiro titulo em 2021.
Diferente de outras franquias da WNBA, em cidades que tem times atuando na NBA, o Chicago Sky não tem parceria com o Chicago Bulls. O time tem diretoria própria, cores diferentes e diferentes arenas, apesar do Sky ser ocasionalmente citado no site do Bulls. 